# Huset Alpin
Huset Alpin var et skotsk kongedynasti, som havde magten fra 843 til 1058. Det havde navn efter Alpin 2. af Dalriada, som var den første konge, som forenede Skotland. Den første konge af huset Alpin var Alpin IIs søn Kenneth 1. af Skotland.
Dynastiets historie er præget af borgerkrig og uro, samt konflikter med pikterne og England. Af de 19 konger, som tilhører dynastiet, døde kun to af naturlige årsager, mens de stadig sad ved magten. Resten blev enten afsat, myrdet eller dræbt i slag. En mulig forklaring på disse forhold er den skotske tronfølgeordning, tanisteri, hvor det ikke er slægtskab, som afgør, men duelighed. Under et sådant system er det lettere at myrde sig frem til tronen end i et system, hvor man skal være af kongelig byrd. 
William Shakespeares stykke Macbeth var inspireret af denne periode og har sit navn fra Macbeth af Skotland. 
Huset Alpin blev fulgt af Huset Dunkeld, som startede med Malcolm III. 